# The Beach Boys' Christmas Album
 The Beach Boys' Christmas Album é o sétimo álbum de estúdio da banda de rock The Beach Boys, e é o último álbum de estúdio de 1964. O álbum mostra uma crescente sofisticação na música do grupo.
O disco possui uma rica ficha técnica e é fortemente influenciado pelo jazz.

## Faixas
1. "Little Saint Nick" (Brian Wilson/Mike Love) – 1:59
  - Como voz principal, Mike Love
2. "The Man with All the Toys" (Brian Wilson/Mike Love) – 1:32
  - Como voz principal, Brian Wilson e Mike Love''
3. "Santa's Beard" (Brian Wilson/Mike Love) – 1:59
  - Como voz principal, Mike Love
4. "Merry Christmas, Baby" (Brian Wilson) – 2:22
  - Como voz principal, Mike Love
  - Original Mono LP versão 2:13
5. "Christmas Day" (Brian Wilson) – 1:47
  - Como voz principal, Al Jardine
  - Original Mono LP versão 1:35
6. "Frosty the Snowman" (Steve Nelson/Jack Rollins) – 1:54
  - Como voz principal, Brian Wilson
7. "We Three Kings Of Orient Are" (John Henry Hopkins) – 4:03
  - Como voz principal, Brian Wilson e Mike Love
8. "Blue Christmas" (Billy Hayes/Jay W. Johnson) – 3:09
  - Como voz principal, Brian Wilson
9. "Santa Claus Is Coming to Town" (J. Fred Coots/Haven Gillespie) – 2:20
  - Como voz principal, Brian Wilson e Mike Love
10. "White Christmas" (Irving Berlin) – 2:29
  - Como voz principal, Brian Wilson
11. "I'll Be Home for Christmas" (Kim Gannon/Walter Kent/Buck Ram)
  - Como voz principal, Brian Wilson
12. "Auld Lang Syne" (Trad. Arr. Brian Wilson) – 1:19
  - Como voz principal, Brian Wilson, Carl Wilson, Dennis Wilson, Mike Love e Al Jardine